# Madeleine Loux
Pour les articles homonymes, voir Loux.
Madeleine Émilie Loux, épouse Brulé, né le 1er avril 1920 Waldersbach et morte le 8 février 2006 à Schiltigheim, est une postière et résistante alsacienne n'appartenant à aucun réseau qui a reçu en 1998 la médaille de l'ordre de la Résistance 1940-1944 du Grand-Duché du Luxembourg pour son activité clandestine en faveur, entre autres, des déportés luxembourgeois du camp de concentration de Natzweiler-Struthof.

## Biographie
Madeleine grandit dans une famille d'ouvriers-paysans à Wildersbach.  
À 17 ans, elle devient guichetière au bureau de poste de Rothau.  
Le 18 octobre 1940, l'Alsace est annexée de fait par le troisième Reich. Au cours de ce mois, un SS se rend dans le bureau de poste et annonce au personnel que du courrier adressé à la société Deutsche Erd und Steinwerke, arrivera dorénavant dans ce bureau de poste.   
Cette société organisera l'exploitation du filon de granit rose découvert à proximité du village de Natzwiller, en septembre 1940. En mars 1941, Heinrich Himmler, Reichsführer-SS, ordonne d'implanter sur le site un camp de concentration pour exploiter la roche au profit des grands travaux du Reich.  
Au cours de l'année 1941, le courrier devient de plus en plus important au fur et à mesure de l'arrivée des premiers déportés et de la montée en puissance du camp de concentration de Natzweiler-Struthof au cours de l'année 1941. Le camp est officiellement ouvert le 1er mai 1941. 
Les 21 et 23 mai 1941, Madeleine Loux assiste à l'arrivée de deux convois venant du camp de concentration d'Oranienbourg-Sachsenhausen. Les 300 déportés passent devant le bureau de poste où les employés reçoivent l'ordre de fermer les volets,.  
La même année, Madeleine Loux, qui refuse de faire le salut nazi, est muté dix-huit mois à Molsheim par mesure de rétorsion pour qu'elle ne « parle plus français ». L'allemand est en effet la langue que tous les habitants de l'Alsace annexée de fait doivent obligatoirement parler. En 1942, Madeleine est même soumise à un Umsschulung (« stage de recyclage politique ») à Altkirch. Elle est surveillée par un Oberinspektor (« inspecteur principal »). 
Quand elle revient à la poste de Rothau, elle reçoit chaque matin un groupe de déportés de différentes nationalités qui sont descendus du camp avec des gardiens afin de chercher du courrier et surtout des colis de la Croix-Rouge. Les détenus constituent une chaîne humaine pour passer les colis par la fenêtre du bureau de poste jusque dans un camion. Madeleine Loux prend le risque de glisser du pain, une pomme ou un sandwich aux déportés. Les denrées sont collectées par sa mère qui les échange contre des cartes de tabac dans les fermes. D'autres villageois les aident, une vraie filière se met en place au profit des déportés, entre autres, avec l'aide de Paulette Mainz, de Rothau. Madeleine Loux peut discuter avec les déportés luxembourgeois francophones qui lui parlent de la vie du camp ce qui leur procure un réconfort moral et la conforte dans son action,.  
À partir de 1944, pour faire face aux pertes humaines des Wafen-SS, de nombreux soldats affectés sur le front de l'Est quittent le camp. Ils sont remplacés par des SS originaires des pays de l'Est ou par des gardiens âgés affectés au titre de la réserve. Le kommando de la poste est dorénavant encadré par un Hongrois et un Roumain qui permettent à Madeleine Loux de cuisiner un repas frugal. Le plus souvent, des œufs au plat qu'ils mangent en cachette avec tous les déportés du Kommando,. 
Le 1er septembre 1944, Madeleine Loux est témoin de la montée au camp d'une quarantaine de résistants du Groupe Mobile d'Alsace (GMA Vosges). Ils y sont exécutés le soir même. Le même mois, à cause de l'approche des troupes alliées, la majorité des déportés du camp de Natzweiler Struthof est transférée au camp de concentration de Dachau.  
Un petit groupe vient encore chercher le courrier et réexpédier les colis. Les 21 et 22 novembre 1944, au moment d'être à leur tour déportés vers un autre camp en Allemagne, ils parviennent à glisser leurs adresses sur des petits bouts de papier à Madeleine Loux et lui demandent d'écrire à leurs familles, ce qu'elle se fera un devoir de faire.

## Distinctions
- Médaille de l'ordre de la Résistance 1940-1944 du Grand-Duché du Luxembourg (5 novembre 1998).

## Reconnaissance
- Depuis 2012, une rue porte le nom de Madeleine Brulé à la Rothau.
- Une salle Madeleine Brulé est inaugurée, à la poste centrale de Strasbourg, le 5 mars 2012 avec la citation suivante :

« Madeleine Brulé (1920-2006) était postière au bureau de poste de Rothau. Pendant la Seconde Guerre mondiale, ce bureau dessert le camp de concentration de Natzweiler-Struthof. À l'insu du SS surveillant du Kommando Poste, Madeleine Brulé glissait souvent des vivres et des colis pour les prisonniers, dont certains étaient luxembourgeois, dans les sacs postaux à destination du camp. Résistante ne faisant partie d'aucun réseau, Madeleine Brulé s'est investie au péril de sa propre vie. En 1998, le Premier ministre luxembourgeois, Jean-Claude Juncker, lui décerne la médaille de la Résistance 1940-1944 pour les grands services rendus aux détenus luxembourgeois du camp de concentration de Natzweiler-Struthof. »